# Niambia eburnea
Niambia eburnea är en kräftdjursart som först beskrevs av Albert Vandel1953.  Niambia eburnea ingår i släktet Niambia och familjen myrbogråsuggor. Inga underarter finns listade i Catalogue of Life.